# 앙리 카마라
앙리 카마라(프랑스어: Henri Camara, 1977년 5월 10일 ~ )는 세네갈의 전 프로 축구 선수로 스트라이커로 활약했다. 1990년대 후반에 선수 생활을 시작한 그는 2018년에 은퇴하기 전까지 프랑스, 스위스, 스코틀랜드, 잉글랜드, 그리스에서 프로 선수로 활약했다. 1999년과 2008년 사이에 완전한 국가대표로 활약한 그는 세네갈 국가대표팀으로 합류해 99번 출전하여 29골을 넣었다. 그는 2002년 FIFA 월드컵에서 국가대표로 출전하여 세네갈이 8강에 진출하면서 2골을 넣었다.

## 구단 경력

### 울버햄프턴 원더러스
카마라는 2003년 8월 150만 파운드의 4년 계약으로 새롭게 승격된 잉글랜드 프리미어리그 클럽 울버햄프턴 원더러스에 합류했다.  그는 골 기회를 창출할 수 있는 주전 선수였지만, 종종 23경기에서 단 한 골만을 남긴 불규칙한 마무리로 유죄를 선고 받았는데, 이 골은 울브스가 강등의 라이벌인 레스터 시티를 4-3으로 이기면서 하프타임에 3점을 내리던 중에 나온 결정적인 승리였다. 시즌이 끝날 무렵, 그는 득점력을 발견했고, 마지막 9경기에서 6골을 넣었다. 이것이 강등을 막지는 못했지만, 그는 팬들의 올해의 선수로 선정되었다.
하지만, 카마라는 더 낮은 수준에서 뛰는 것을 원하지 않았고, 프리시즌 훈련을 위해 나타나지 않았다. 볼턴 원더러스의 회장인 필 가트사이드의 입찰에 의해 그의 미래는 더욱 불안정해 졌다. 그는 결국 클럽으로 돌아왔지만, 임대 이적 협상만 했다.

### 위건 애슬레틱
카마라는 2005년 8월에 3백만 파운드의 3년 계약으로 프리미어십의 새로운 선수인 위건 애슬레틱과 계약을 맺었을 때 마침내 새로운 영구 클럽을 찾았다. 2006년, 그의 뛰어난 골 득점 형태로 인해 그의 계약은 2009년까지 연장되었다. 그는 제이슨 로버츠와 함께 뛰면서 좋은 시간을 보냈다. 그는 다시 프리미어리그 강등권 싸움에 휘말렸지만, 위건이 셰필드 유나이티드를 희생시키면서 마지막 날 탈출을 했기 때문에 세 번째로 운이 좋게 끝났다.
위건의 감독 폴 주웰이 사임한 후, 카마라는 위건에서 인기가 없다는 것을 알게 되었고, 그는 2007-08 시즌 여름 이적 시장이 끝난 후 웨스트햄 유나이티드로 임대되었다. 그 자신의 입장으로, 그는 웨스트햄에서 끔찍한 시간을 보냈고, 잉글랜드에서 다른 클럽을 찾기를 원한다. 그가 임대를 떠나는 것을 허락했음에도 불구하고, 스티브 브루스는 카마라가 위건에 머물기를 원한다면 기꺼이 도와줄 것을 제안했다.
카마라는 4-0으로 이긴 노츠 카운티와의 리그컵 경기에서 브루스 감독이 지휘하는 위건과의 첫 경기에서 2득점을 기록했다. 그리고 나서 그는 2008년 11월 24일 JJB 스타디움에서 열린 위건과의 경기에서 1-0으로 이긴 에버턴과의 경기에서 결승골을 넣었고, 그들은 홈그라운드에서 에버턴을 상대로 첫 승을 거뒀다. 그는 그 다음 경기에서 웨스트브로미치 앨비언을 상대로 다시 득점을 기록했다. 위건에 있는 동안 그는 2006년 풋볼 리그 컵 결승전에서 시작했다.
2009년 2월 2일, 카마라는 정규 1군 축구를 찾아 시즌이 끝날 때까지 스토크 시티에 임대로 합류했다. 그는 선덜랜드에서의 데뷔를 위해 벤치에서 나온 직후에 뚜렷한 기회를 놓쳤는데, 이는 골을 전부 목표로 6야드에서 날아온 발리슛을 바를 상대로 때렸다. 그는 2008-09 시즌이 끝날 때 새로운 계약을 제안받지 못한 채 위건에 의해 방출되었다.
카마라는 2009년 시즌의 대부분을 프리미어리그의 헐 시티에서 시범경기로 보냈지만, 계약 제의를 받지 못했다.

## 국가대표팀 경력
1999년 2월 28일, 카마라는 나이지리아와의 1-1 2000년 아프리카 네이션스컵 예선 전에서 세네갈 국가대표팀으로 합류해 데뷔했다. 그는 2002년 FIFA 월드컵에서 놀라운 활약을 펼쳤고, 스웨덴과의 16강전에서 골든골을 포함해 2골을 넣으며 역사상 처음으로 8강에 진출했다. 그는 또한 2000년, 2002년, 2004년, 2006년, 그리고 2008년 아프리카 네이션스컵 국가대표 선수였다.
카마라는 또한 자선 축구 경기를 위해 호나우지뉴 선수단에 포함시켰다. 그 경기는 유럽과 세계의 나머지 국가들 간의 경기였다. 카마라는 교체 선수로 출전했고 그의 팀이 승리를 거두도록 돕기 위해 경기 후반에 2골을 넣었다.
국제적으로, 카마라는 그의 아버지가 기니에서 태어났기 때문에 기니 국가대표팀으로 합류해 뛸 수 있었을 것이다. 하지만 세네갈을 선택하면서, 그는 "저는 세네갈에서 태어났지만 아버지는 기니 출신이기 때문에, 네, 기니 국가대표팀에서 모하메드 실라와 함께 뛸 수 있었을 것입니다"라고 설명했다. 제가 어렸을 때, 저는 세네갈 청소년 팀으로부터 초대를 받았고, 아버지는 제가 경기하는 것을 원하지 않았습니다. 그의 꿈은 제가 기니 국가대표팀으로 경기하는 것이었습니다. 하지만 저는 기니를 잘 몰랐습니다. 세네갈은 제 나라였기 때문에, 그것은 제가 쉽게 결정할 수 있는 결정이었습니다."라고 말했다.